# Andrzej Piwowarczyk (reżyser)
Andrzej Piwowarczyk (ur. 1954, zm. 5 listopada 2008 w Lublinie) – polski scenograf i reżyser teatralny. Twórca zespołu teatralnego Enigmatic.
Z wykształcenia był artystą malarzem. W latach 80 na terenie Katolickiego Uniwersytetu Lubelskiego zaczął organizować spotkania młodzieży studenckiej zainteresowanej działalnością teatralną. W 1992 roku wyłoniła się z tego grupa pod nazwą Teatr Józefa K., która w 1998 roku zmieniła nazwę na Teatr Wizualny i działała pod nią do 2004 roku.
W 2002 roku Andrzej Piwowarczyk przyczynił się do uruchomienia Teatralnej Piwnicy Artystycznej. W ramach jej działania studenci lubelskich uczelni prezentowali autorskie skecze i piosenki. Do 2008 roku odbyło się sześć wieczorów Piwnicy Artystycznej, w których łącznie wzięło udział ponad 87 artystów.
Drugim, poza wystawianiem sztuk, zadaniem teatru akademickiego, było budowanie wokół teatru środowiska intelektualnego, zaangażowanego w sprawy kultury teatralnej. Często więc inicjował spotkania dyskusyjne poświęcone szeroko pojętej sztuce dramatycznej – od nurtów estetycznych po filozoficzne.

## Dorobek reżyserski
Mikołaj Gogol, Płaszcz (1994);
Karol Wojtyła, Wybrzeża pełne ciszy (2000);
Jean Paul Sartre, Przy drzwiach zamkniętych (2000);
August Strindberg, Do Damaszku (2002);
Bolesław Leśmian, Dziejba leśna (2003);
Robert Musil, Marzyciele (2004);
John Osborne, Miłość i gniew (2005);
Stanisław Ignacy Witkiewicz, Witkacy (2007)